# 福引煎餅

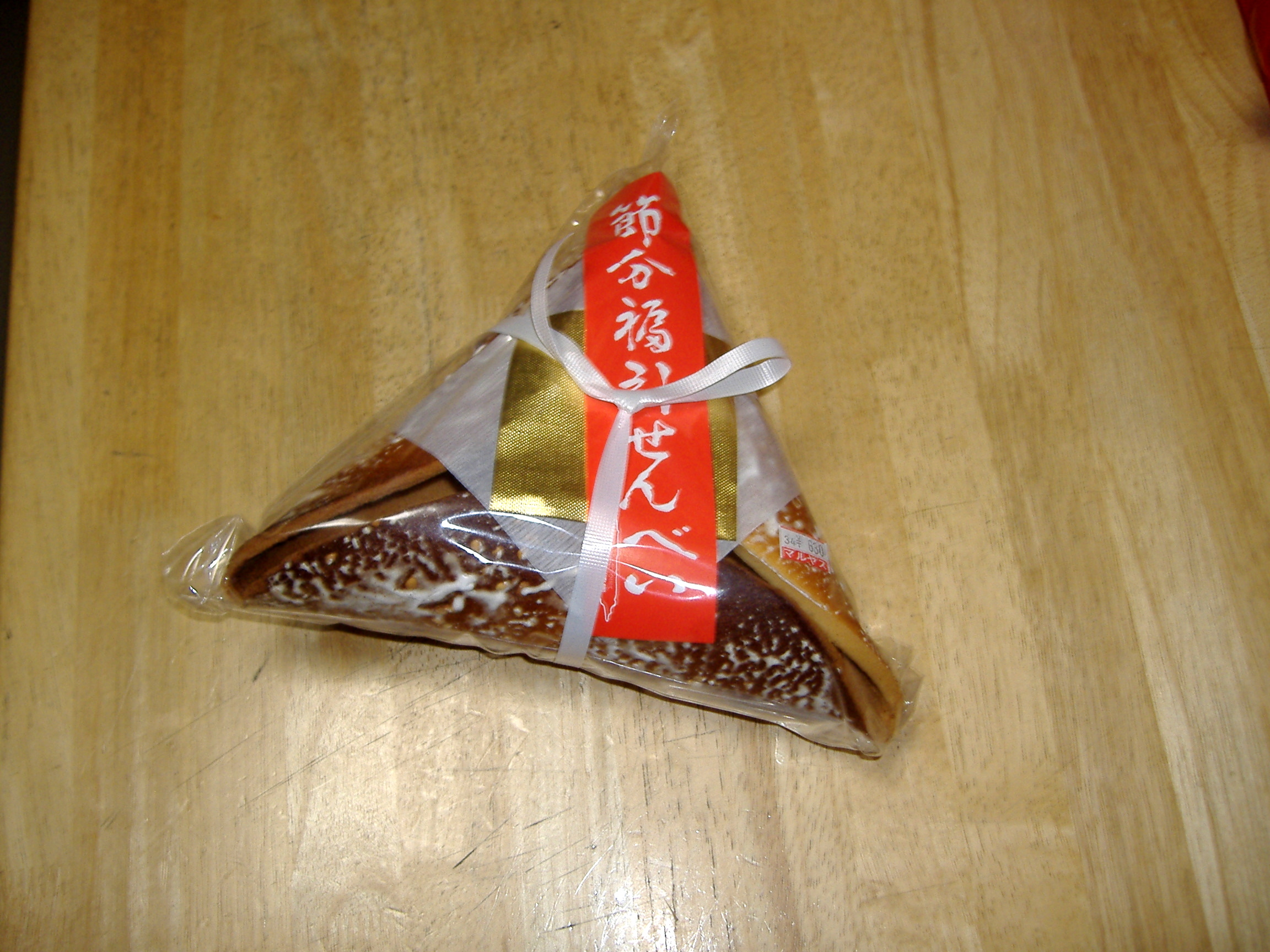
節分福引せんべい

福引煎餅（ふくびきせんべい）とは、三重県の津市から松阪市にかけての中勢地区、また岐阜県の郡上市周辺で販売されている煎餅である。三重県のものは、節分の季節限定で販売されている節分厄除けの煎餅であり、内部が空洞の略四面体立体形状を有し、その内部空洞に小さな玩具や縁起物が封入されている。岐阜県郡上市のものは、正月の縁起物として販売されるが、同様に内部には玩具や縁起物が封入されている。

## 概要
円形の煎餅生地を半乾き状態で折りたたみ略四面体立体形状に成形し、焼き上げて製造する。折りたたみ工程は人手で行うが、急いで折りたたむと生地が割れてしまい不具合品となり、綺麗な略四面体立体形状に折り曲げるのには熟練を要する。通常、一辺が20 - 30センチメートル程度の三角形状に成形されているが、大きな物では一辺が50センチメートル程度にも達する物もある。
煎餅を適当な大きさに割って食べるが、この時に内部に封入されていた物を取り出して何が入っているかを楽しむ。小麦粉、砂糖、玉子落花生などを基本材料にしており、製造メーカーによって多少の味わいの差はある。津では平治煎餅本店、松阪では柳屋奉善、郡上では下呂市の三盛屋製菓が主なメーカーである。
三重県では、1個の大きさが非常に大きいことや、折りたたみ工程に熟練を要する等の理由で量産できず、さらには地域限定かつ季節限定の製品のため、地元でもかなり珍しい部類の菓子商品に属し、老舗和菓子店などでは事前予約を受け付けているものもある。
2009年3月5日放送の秘密のケンミンSHOW（日本テレビ系、讀賣テレビ制作）のコーナー「ヒミツの習慣」で紹介された。
岐阜県郡上市周辺では、正月の季節限定商品として販売されている。